# Aristide Sarti
Aristide Sarti (Bologna, 24 febbraio 1917 – Goito, 2 aprile 1945) è stato un aviatore italiano.
Pilota di grande esperienza della Regia Aeronautica partecipò alla seconda guerra mondiale, venendo decorato più volte per il valore dimostrato in combattimento.

## Biografia
Nacque a Bologna il 24 febbraio 1917 da una famiglia di industriali della città, proprietaria di distillerie e produttrice di un liquore abbastanza celebre, il Biancosarti. Appassionato di volo, decise di entrare nella Regia Aeronautica facendo domanda per essere ammesso a frequentare il Corso Allievi Ufficiali Piloti. Dopo l'entrata in guerra dell'Italia, a partire dal 1941, con il grado di tenente pilota, combatte valorosamente in Libia, poi su Malta, in Tunisia e in difesa della Sicilia in seno alla 351ª Squadriglia del 155º Gruppo Autonomo Caccia Terrestri (poi 155º Gruppo ETS).
Nell'aprile 1942 il 155º Gruppo entrò a far parte del 51º Stormo Caccia Terrestre. Nel giugno dello stesso anno fu decorato con la Croce di guerra al valor militare. Per il suo comportamento durante le operazioni belliche ricevette anche due Medaglie d'argento e due Medaglie di Bronzo al valor militare. Il 25 luglio 1943, data della caduta del fascismo, rimase fedele al regime, decidendo di scendere in politica. Pretese che venisse pubblicato un suo intervento sul quotidiano Resto del Carlino il cui contenuto non lasciava dubbi sulla sua fedeltà al fascismo.
Quando a Cassibile fu firmato l'armistizio con gli angloamericani, l'8 settembre 1943, la sua squadriglia si sbandò, ed egli fece ritorno a Bologna. Completamente nuovo alle gerarchie fasciste della città, fondò la locale sezione del Fascio Repubblicano, diventandone reggente dal 18 settembre al 15 novembre 1943. In quella data si dimise per entrare a far parte dell'Aeronautica Nazionale Repubblicana, destinato alla 4ª Squadriglia "Gigi Caneppele" del 2º Gruppo caccia "Gigi Tre Osei", equipaggiata con i caccia Fiat G.55 Centauro. Mentre prestava servizio continuò a studiare all'Università, laureandosi in economia nel corso del 1944.
Il 2 aprile 1945, nel corso di una battaglia aerea sopra Villafranca, il suo caccia Messerschmitt Bf.109G venne abbattuto da tre caccia Republic P-47 Thunderbolt dell'U.S.A.A.F. Il suo aereo precipitò nel fondo agricolo Corte Baronina, tra Cerlongo e Goito, in un laghetto circondato da una zona paludosa. Nell'impatto il velivolo si disintegrò in parte, mentre la fusoliera, con il corpo del pilota, sprofondò nelle sabbie mobili del laghetto artificiale, dove ancora oggi si trova. Per lui e il collega tenente Luigi Giorio fu proposta l'assegnazione della Medaglia d'Argento al valor militare alla memoria.

### Periodici
- Daniele Lembo, A.N.R. - Un'aviazione da caccia, in Aerei nella storia, supplemento ad Aerei nella storia nº 75, dicembre 2010-gennaio 2011, ISSN 1591-1071.

| Controllo di autorità | VIAF (EN) 3005155708716522580008 · ISNI (EN) 0000 0005 0041 2598 · LCCN (EN) no2019060900 · GND (DE) 1187949183 |